# Parafia św. Wawrzyńca w Kutnie
Parafia św. Wawrzyńca w Kutnie – rzymskokatolicka parafia należąca do dekanatu Kutno – św. Wawrzyńca w diecezji łowickiej. Od 2015 roku proboszczem parafii jest ks. kan. dr Jerzy Swędrowski.
Parafia liczy 12 483 wiernych.

## Historia parafii
Parafia powstała prawdopodobnie na przełomie XIII i XIV wieku. W dokumencie książąt mazowieckich z 1301 roku na liście świadków figuruje Michał – rektor (czyli pleban) kościoła w Kutnie, pierwszy znany z imienia proboszcz. Dokument z 1301 roku stwierdza istnienie drewnianego kościoła w Kutnie. Pierwszy drewniany kościół spłonął w 1476 roku. Wraz z lokacją nowego miasta Mikołaj Kucieński wystawił nową murowaną świątynię.

## Historia kościoła

### Restauracja po II wojnie światowej
W czasie II wojny światowej kościół został zdewastowany, okupant urządził w nim magazyn zboża, a przedmioty liturgiczne rozkradziono. Byli w nim także przetrzymywani kutnowscy Żydzi. Oto jak pisał o kościele ksiądz Bronisław Pągowski, któremu w 1945 roku powierzono placówkę:

Do parafii św. Wawrzyńca w Kutnie przybyłem 29 stycznia 1945 roku [miasto wyzwolono 19 stycznia]. Kościół zamieniony został przez Niemców na magazyn zbożowy, był brudny, pełen dziur w dachu i zacieków na stropie z powybijanymi oknami, porozbijanymi ławkami, konfesjonałami i częściowo ołtarzami, bez szat i naczyń liturgicznych, bez bielizny kościelnej. (...) Pierwszą troską moją było doprowadzenie do stanu używalności świątyni parafialnej. Przy pomocy tutejszych parafian, zboże z kościoła zostało wywiezione, konstrukcja drewniano-żelazna rozebrana. Kościół myliśmy kilkakrotnie, gdyż w nim przez kilka dni byli zamknięci Żydzi. Uporządkowałem teren wokół kościoła. (...) Rozebrałem starą plebanię - ruderę

## Proboszczowie
- ? – 1775 ks. Stefan Hołowczyc
- 1775–1808 ks. Grzegorz Długoborski
- 1808–1834 ks. Tomasz Cholewicki
- 1835–1879 ks. Franciszek Jabłoński
- 1874–1883 ks. Kazimierz Gołaszewski
- 1883–1922 ks. Piotr Zbrowski
- 1923–1942 ks. Michał Woźniak
- 1945–1967 ks. Bronisław Pągowski
- 1967–1989 ks. Jan Świtkowski
- 1989–2015 ks. Stanisław Pisarek
- od 2015 ks. Jerzy Swędrowski

## Zasięg parafii
Oprócz części Kutna do parafii należą wierni z następujących miejscowości: Komadzyn, Malina i Wierzbie.